# Ralph Rieckermann

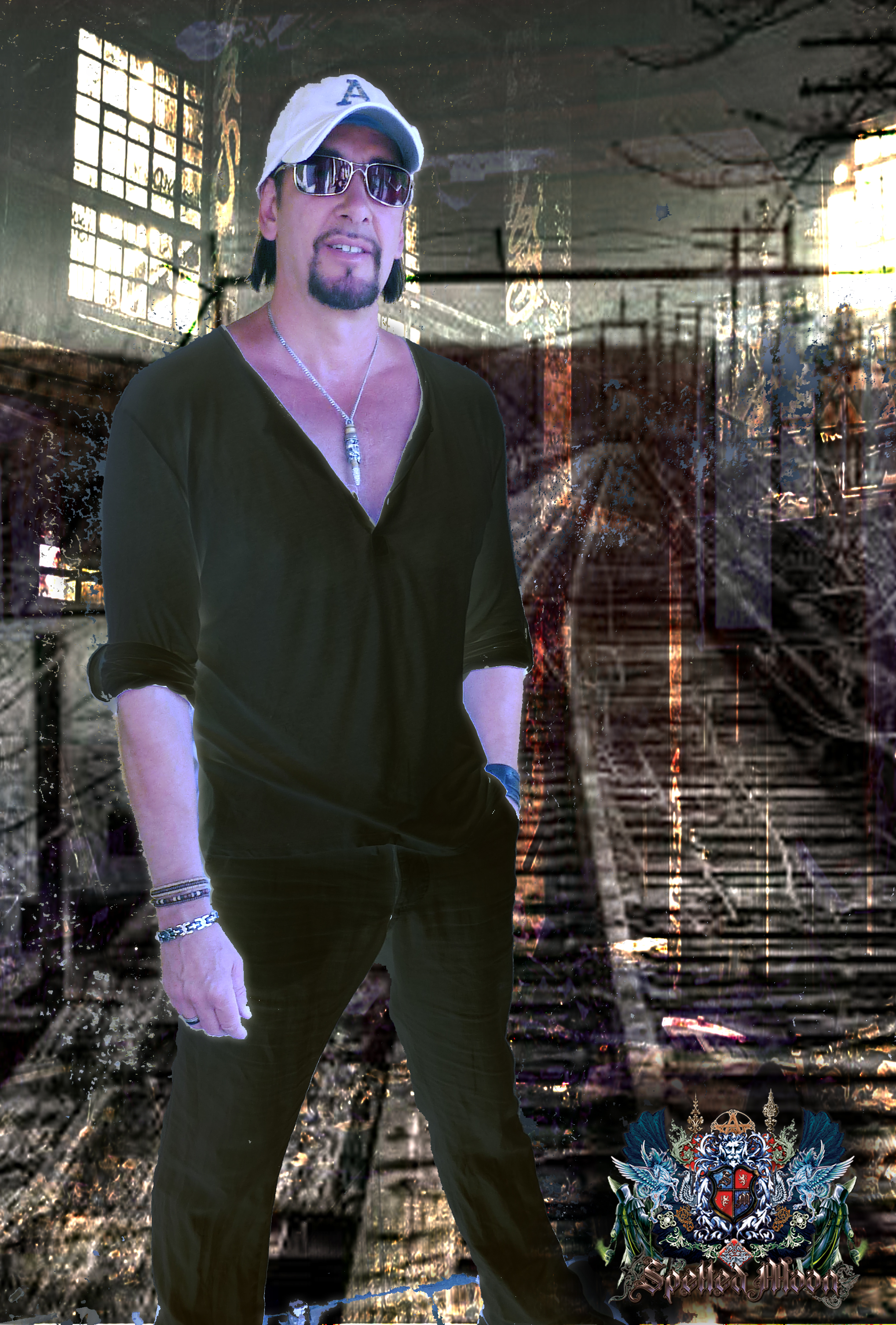
Ralph Rieckermann (2014)

Ralph Rieckermann (* 8. August 1962 in Lübeck) ist ein deutscher Musiker und Filmkomponist für B-Movies. Bekannt wurde er als Bassist der Rockband Scorpions.

## Leben
Ralph Rieckermann wurde 1962 in Lübeck geboren. Mit 16 Jahren bekam er Musikunterricht in Klavier und Bass und studierte später Musik. 1987 zog Rieckermann nach Los Angeles und spielte dort in der Musikszene mit verschiedenen Bands.
1992 wurde er Nachfolger von Francis Buchholz als Bassist der Scorpions, mit denen er bis 2001 mehrere Alben einspielte. Außerdem ging er mit ihnen mehrfach auf Welttournee. 2003 beendete Rieckermann seine Karriere bei den Scorpions. Er lebt in Los Angeles.
Seit 1997 ist Rieckermann als Filmkomponist aktiv. Er ist zudem als Maler künstlerisch tätig und tritt als DJ auf.

## Scorpions
- 1993: Face the Heat
- 1995: Live Bites
- 1996: Pure Instinct
- 1999: Eye II Eye
- 2001: Acoustica

## Filmografie (Auswahl)
als Komponist
- 2005: König einer vergessenen Welt (King of the Lost World)
- 2005: Krieg der Welten 3 – Wie alles begann (H. G. Wells’ War of the Worlds)
- 2005: Return of the Living Dead V: Rave to the Grave (Return of the Living Dead: Rave from the Grave)
- 2005: Way of the Vampire
- 2006: Die Party Animals sind zurück! (National Lampoon’s Pledge This!)
- 2007: Brotherhood of Blood
- 2008: Krieg der Welten 2 – Die nächste Angriffswelle (War of the Worlds 2: The Next Wave)
- 2008: 2012: Doomsday (2012 Doomsday)
- 2008: 100 Million BC
- 2009: Final Day – Das Ende der Welt (MegaFault, Fernsehfilm)

als Schauspieler
- 2001: Gangland L.A. (Gangland)